# Eileen Herlie
Eileen Herlie   (Glasgow, 8 de març de 1918 - Nova York, 8 d'octubre de 2008) va ser una actriu escocesa-nord-americana.

## Biografia
Eileen Herlie va néixer Eileen Isobel Herlihy, filla d'un pare catòlic irlandès, Patrick Herlihy, i d'una mare protestant escocesa, Isobel Cowden, a Glasgow, i va ser un dels cinc fills. Va assistir a la Shawlands Academy, al sud de la ciutat. Herlie es va formar com a actriu de teatre. Entre els seus èxits teatrals al West End de Londres hi havia The Eagle Has Two Heads de Jean Cocteau. Es va casar dues vegades, amb Philip Barrett (1942) i Witold Kuncewicz (1951), ambdós matrimonis que van acabar en divorci. No va tenir fills.El 1955 es va traslladar definitivament als Estats Units, on va viure i treballar els darrers cinquanta-tres anys de la seva vida.

### Carrera
En contra dels desitjos dels seus pares, va optar per convertir-se en actriu quan es va unir a la companyia de gires no professionals Scottish National Players el 1938. Posteriorment va fer una gira amb la semiprofessional Rutherglen Repertory Company. El 1942 es va traslladar a Anglaterra per treballar com a actriu professional.
El seu primer paper al teatre londinenc l'any 1942 va ser com a segon Mrs de Winter a l'adaptació escènica de Daphne du Maurier de la seva pròpia novel·la Rebecca.
El 1945, al Shakespeare Memorial Theatre de Stratford-upon-Avon va interpretar el paper de Gertrude per primera de tres vegades, al costat de Hamlet de Peter Glenville, que també va dirigir la producció. Amb 27 anys era quatre anys més jove que el seu fill d'escenari de 31 anys.
El 1946 va fer la seva primera aparició al cinema, interpretant el paper secundari de Katherine en una adaptació de Daphne du Maurier de la seva pròpia novel·la Hungry Hill.
El mateix any, Sir Alexander Korda la va posar sota contracte amb la seva companyia London Films. No obstant això, només faria dues pel·lícules per a ell: The Angel with the Trumpet el 1949 i The Story of Gilbert and Sullivan el 1952. Les seves tres pel·lícules britàniques restants - Isn't Life Wonderful!, rodada el 1952, For Better, for Worse, rodada el 1954, i She Didn't Say No, rodada el 1957 - es van fer per a l'Associated British Picture Corporation (ABPC). El 1951 va fer la seva primera aparició a la televisió en el paper principal de Regina en una adaptació de la BBC TV de l'obra teatral de Lillian Hellman The Little Foxes.
La primera gran pel·lícula d'Herlie va ser interpretada per Laurence Olivier en la seva adaptació a la pantalla de Hamlet, de William Shakespeare, rodada el 1947. Va interpretar la mare d'Hamlet, Gertrude, per segona vegada. En aquesta ocasió, als 29 anys, era onze anys més jove que el seu fill d'escenari (Olivier) de 40 anys.
Herlie va tornar a interpretar Gertrude, per tercera i última vegada, a la producció de Broadway de 1964 protagonitzada per Richard Burton, i també a la versió cinematogràfica de 1964 de la producció. Amb 46 anys ja era més gran que el seu fill d'escenari (Burton), que tenia 38, però només amb vuit anys.
Les altres aparicions cinematogràfiques nord-americanes d'Herlie als anys 60 van ser papers a Freud: The Secret Passion (1962) i The Sea Gull (1968), la primera gran versió cinematogràfica en anglès de la celebrada obra d'Anton Txékhov . (El segon va ser el seu darrer llargmetratge.)
El 1955, Herlie va fer el seu debut a Broadway com Irene Molloy a The Matchmaker (que més tard es va convertir en el musical Hello, Dolly!). El 1960, va ser nominada a un premi Tony com a Millor actriu en un musical per Take Me Along, una adaptació de Ah, Wilderness! d'Eugene O'Neill, en la qual va actuar al costat de Jackie Gleason. El 1962, va protagonitzar amb Ray Bolger a All American, on van cantar " Once Upon a Time ". També a Broadway, va aparèixer a Photo Finish (1963) i Halfway Up the Tree (1967), ambdues escrites per Peter Ustinov, i Crown Matrimonial, en què va interpretar la Reina Maria (1973). Anteriorment havia interpretat la Reina Maria a la pel·lícula de 1972 per a televisió The Woman I Love, protagonitzada per Richard Chamberlain com Eduard VIII i Faye Dunaway com Wallis Simpson. Quan Crown Matrimonial es va emetre al Hallmark Hall of Fame el 1974, però, el paper de la reina Mary va ser a l'actriu de cinema Greer Garson.
El maig de 1976, Herlie va passar a les telenovel·les de televisió en el paper de Myrtle Fargate a All My Children, interpretant el paper pràcticament la resta de la seva vida. A la dècada de 1980, Herlie va ser nominada a tres premis Daytime Emmy consecutius (1984, 1985 i 1986). Es va fer amiga íntima del seu company de repartiment Louis Edmonds, i va parlar al seu funeral l'any 2001. Fins a finals de la dècada de 1990, Herlie va ser una de les poques actrius que va retratar el mateix personatge en tres telenovel·les diferents. El 1993, va interpretar Myrtle a la sèrie germana d'All My Children Loving. El desembre de 2000, va començar a interpretar Myrtle en aparicions transversals a la telenovel·la One Life to Live, on la història 'Who's the Daddy?' tenia lloc a les quatre telenovel·les d'ABC (All My Children, One Life to Live, General Hospital i Port Charles). Va aparèixer per última vegada el juny de 2008, uns mesos abans de la seva mort.

## Mort
El 8 d'octubre de 2008, a l'edat de 90 anys, Eileen Herlie va morir per complicacions d'una pneumònia.
El 19 de desembre de 2008, All My Children va dedicar l'episodi a Herlie i al seu personatge Myrtle fent que els personatges més propers a Myrtle celebressin la seva vida en una habitació que porta el seu nom. Cap al final, Agnes Nixon, la creadora de All My Children, va entrar i va fer un petó cap al retrat de Myrtle.

## Premis i nominacions
| Any  | Premi               | Categoria                                           | Treball         | Resultat |
| ---- | ------------------- | --------------------------------------------------- | --------------- | -------- |
| 1960 | Premis Tony         | Millor actriu protagonista de musical               | Take Me Along   | Nominat  |
| 1984 | Premis Daytime Emmy | Millor actriu de repartiment en una sèrie dramàtica | All My Children | Nominat  |
| 1985 | Premis Daytime Emmy | Millor actriu de repartiment en una sèrie dramàtica | All My Children | Nominat  |
| 1986 | Premis Daytime Emmy | Millor actriu de repartiment en una sèrie dramàtica | All My Children | Nominat  |